# (500424) 2012 TH141
(500424) 2012 TH141 es un asteroide perteneciente al cinturón de asteroides, descubierto el 18 de noviembre de 2007 por el equipo del Mount Lemmon Survey desde el Observatorio del Monte Lemmon, Arizona, Estados Unidos.

## Designación y nombre
Designado provisionalmente como 2012 TH141.

## Características orbitales
2012 TH141 está situado a una distancia media del Sol de 3,056 ua, pudiendo alejarse hasta 3,524 ua y acercarse hasta 2,588 ua. Su excentricidad es 0,153 y la inclinación orbital 4,276 grados. Emplea 1951,87 días en completar una órbita alrededor del Sol.
Los próximos acercamientos a la órbita de Júpiter se producirán el 29 de diciembre de 2052, el 14 de noviembre de 2101 y el 9 de mayo de 2160, entre otros.

## Características físicas
La magnitud absoluta de 2012 TH141 es 17,2.